# アニェス・ド・フォシニー
アニェス・ド・フォシニー（フランス語：Agnès de Faucigny, ? - 1268年8月11日）は、自身の権利によりフォシニー女領主（在位：1253年 - 1268年）。サヴォイア伯ピエトロ2世の妃。

## 生涯
アニェスはフォシニー領主エイモン2世とベアトリス・ドーソンヌの娘である。父方を通して、アニェスはフォシニー領主とジュネーヴ伯の子孫に当たる。妹にベアトリス、庶子の兄弟にエイモン・ド・フォシニーがいたが、父には男子相続人がいなかったためアニェスが女子相続人に指名された。
1234年2月に後にサヴォイア伯となるピエトロ2世・ディ・サヴォイアと婚約し、1236年6月25日以降に2人は結婚した。夫ピエトロ2世は1263年にサヴォイア伯位を継承し、アニェスは死去するまでの5年間サヴォイア伯妃であった。
2人の間には一人娘ベアトリーチェ（1237年頃 - 1310年11月21日）が生まれた。ベアトリーチェは最初にヴィエノワのドーファン・ギーニュ7世と結婚し、後にガストン7世・ド・ベアルンと再婚した。サリカ法に従いベアトリーチェはサヴォイア伯の継承から外され、アニェスの夫ピエトロ2世の死後、フィリッポ1世が伯位を継承した。アニェスは当初、遺産の3分の1を娘のベアトリーチェに、3分の2を夫のピエトロ2世に与えるつもりであったが、その代わりに、フォシニー領の唯一の相続人として娘とその夫ギーニュ7世を指名した。これにより、1355年のパリ条約においてサヴォイア家がフランスから勝ち取った領土をめぐって、サヴォイア家とヴィエノワのドーファンとの間で争うこととなった。
アニェスは1268年8月11日に死去し、フォシニーのコンタミーヌ＝シュル＝アルヴ修道院に埋葬された。

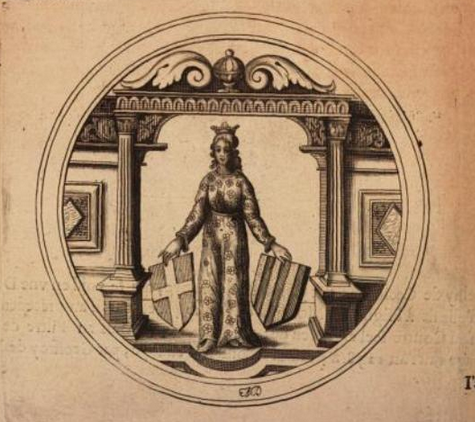
アニェス・ド・フォシニーのシール
フォシニー家の紋章